# 石鼓站
石鼓站位于中国广东省东莞市塘厦镇石鼓村，是一座已被撤销关闭的铁路车站，原为广深铁路的客货运四等站。该站于1911年启用，并于2007年撤销。原由广州铁路（集团）公司（简稱广铁）廣深鐵路股份管辖。

## 使用情况
石鼓站是广深铁路的中间站，不办理旅客列车到发。

## 始发车次
目前石鼓站未有任何始发车次。

## 历史
- 1911年：石鼓站建成启用。